# أودري إف. مانلي
أودري إف. مانلي (بالإنجليزية: Audrey F. Manley)‏ (مواليد 25 مارس، 1934) هي طبيبة أطفال أمريكية ومديرة صحة عامة. كانت مانلي أول أمريكية من أصل افريقي تشغل منصب رئيس المقيمين في مشفى الأطفال في مقاطعة كوك في شيكاغو. وكانت أيضا أوَّل من يحصل على لقب مساعد كبير الأطباء (عميد بحري) في 1988 وشغلت لاحقا منصب الرئيس الثامن لكلية سبيلمان.

## النشأة
وُلدت أودري إيلين مانلي (ابنة فوربس) في 25 مارس، 1934. وعلى نحو سريع قام والدا مانلي، أورا لي بوكهالتر وجيسي لي فوربس، بنقلها هي وشقيقتيها، بربرا وإيفون، إلى توغالو، في ميسيسبي، بالقرب من كلية توغالو. كانت الابنة الكبرى في أسرة زراعية مُستأجِرة لديها ثلاث بنات. وكانت وفاة جدتها من جهة والدتها والتشجيع الذي لاقته من مدرس العلوم في الصف السابع المصدران اللذان الهما مانلي على التخصص في الطب. وأثناء قيام الحرب العالمية الثانية، انتقلت عائلة فوربس إلى شيكاغو بعد أن عجزت جدَّتها عن الاعتناء بها وبشقيقتيها.

## المسيرة المهنية
في عام 1962، بدأت مانلي مسيرتها الطبية حيث أكملت إقامتها في شيكاغو لتصبح أول أمريكية أفريقية تشغل منصب رئيس المقيمين في مستشفى الأطفال في مقاطعة كوك. وكانت تُدرِّس طب الأطفال في مدرسة التمريض التابعة لمقاطعة كوك. وفي عام 1970، عادت مانلي بعد زواجها إلى أتلانتا حيث بدأت العمل كرئيس للخدمات الطبية في عيادة التنظيم العائلي بجامعة إيموري التابعة لمستشفى غرادي ميموريال. وشغلت في الوقت ذاته منصب «السيدة الأولى» لما تبقَّى من مدَّة تولِّي زوجها منصب الرئيس الخامس لكلية سبيلمان وقامت كذلك بمبادرات مثل مبادرة برنامج المهن الصحية. وفي عام 1976، تمَّ تعيينها كقائد في خدمة الصحة العامة. وعلى مدار العقد التالي، واصلت مانلي مساعيها الطبية في علم الأطفال والتعليم الطبي في عدد من المؤسسات بما فيها جامعة شيكاغو، وجامعة إلينوي، وكلية شيكاغو الطبية، وجامعة إيموري وجامعة هاورد. وبالإضافة إلى ذلك، درست مانلي عن مرض فقر الدم المنجلي وقاتلت من أجل الحصول على تمويل حكومي لدعم أبحاث فقر الدم المنجلي.
ابتداءً من 1989، شغلت مانلي عدداً كبيراً من الوظائف الحكومية في قطَّاع خدمة الصحة العامة بالولايات المتحدة حيث أصبحت أول أمريكية من أصل أفريقي تشغل منصب نائب مساعد رئيسي في الصحة العامة (1989)، وعضو في الوفد الأمريكي المُرسل إلى اليونيسيف وفي اللجنة المشتركة بين اليونيسيف ومنظمة الصحة العالمية المعنية بالسياسة الصحية (1990-1993)، ونائبة كبير الأطباء (1994)، وأحد مؤسسي منصب نائب مساعد الوزير بالنيابة الخاص بشؤون صحة الأقليات. وأصبحت مانلي أول امرأة سوداء تشغل منصب كبير أطباء الولايات المتحدة بالنيابة ابتداء من 1995 حتى 1997، أي بين فترات تولي المنصب من قبل كل من جوسلين إلدرز وديفيد ساتشر. خلال فترة خدمتها، صَبَّت مانلي تركيزها على أهمية النشاط البدني والفوائد الصحية المصاحبة للتمرين.

## الحياة الشخصية
خلال فترة شبابها، كانت مانلي على اتصال وثيق بمجتمع السود، حيث كانت تحضر الأحداث الاجتماعية مع أمثال روي وود ودون كورنيليوس.
أظهرت مانلي أيضا شغفها في الخدمة مع منظمة مفترق طرق أفريقيا حيث كانت تدير جناحا للأطفال في مشفى نيجيري. إضافة إلى ذلك، كانت تعمل في سان فرانسيسكو لتقديم خدمات للأطفال المدمنين على المخدرات.
حدث أول لقاء بين مانلي (فوربس آنذاك) وزوجها المستقبلي، ألبرت مانلي، عندما كانت مانلي لا تزال طالبة في كلية سبيلمان، حيث أقنعت مانلي الذي كان رئيساً آنذاك بالسماح لها في الالتحاق بدورات علمية متقدمة في كلية مورهاوس. وأعاد الاثنان التواصل بينهما عندما تَمَّ اختيار فوربس لتكون عضوا في مجلس الأمناء في كلية سبيلمان. وتزوجا عام 1970.